# Оловаста рудолиска
Оловаста рудолиска (Rhodophyllus lividus) отровна врста гљиве која расте углавном крај храстова и букви, већином у трави. Расте у скуповима од 2-7 примјерака. Распрострањена је широм наше земље, но није баш честа. Најчешћа је у средишњој Босни и средишњој Хрватској, а јавља се и у субмедитеранским, али не и у еумедитеранским крајевима.

## Клобук
Клобук је величине 5-17 центиметара, снажан и тврд, те неправилно грбав. Касније је равнији, али и даље јастучасто или тањурасто удубљен, већином широко и плитко избочен на тјемену. Кожица је сува, донекле сјајна, готово бијела, сивкастосребрнаста или блиједо кожнатооловне боје, са њежним, ураслим влакнима, видљивим тек испод лупе. Кожа је танка и при гуљењу не пуца, већ се скида потпуно.

## Листићи
Листићи су густи у младости, касније са већим размаком, равно или са јарком прирасли. Углавном су широки 7-15 милиметара. Доста дуго су изразито жућкасти, касније им све више придолази на ту основу меснаторужичасти тон, тако да се у једној фази чине и пламеноцрвеним, док напосљетку не постану риђи (смеђеружичасти).
Стручак је у задебљаном дну и до 5,5 центиметара, дакле веома масиван. Задебљање при дну је израженије код млађих примјерака. Површина је брашнаста, код старијих и ситно пахуљаста, бијела.

## Месо
Месо је дебело, компактно, у дну стручка већином сумпорножуто (боје младих листића), иначе бијело. Укус је благ, као и мирис. Код свјеже гљиве мирише на брашно, након стајања придолази и мирис на хрен.

## Јестивост
Својим гастроинтестиналним отровима једна је од најтежих отровница из те групе, но ипак не и смртоноста. Први симптоми јављају се између двадесет минута до четири сата након јела, већином као повраћање и дијареја. Терапија се састоји из испирања желуца, вомитива и пургатива.

## Сличне врсте
Из истог рода донекле су налик јестиве шљивоваче, особито бијела шљивовача, Entoloma sepium, која долази раније – али би се у VI мјесецу изузетно могле поклопити; све оне имају тање место, а бијелој шљивовачи оно на озлијеђеним мјестима постаје црвенкасто или цигласто, отровне рудолиске су још Entoloma rhodopolium и nidrosum: прва има сив или маслинастосив клобук, а друга шири оштар мирис на хемикалије.